# اکسید بازی

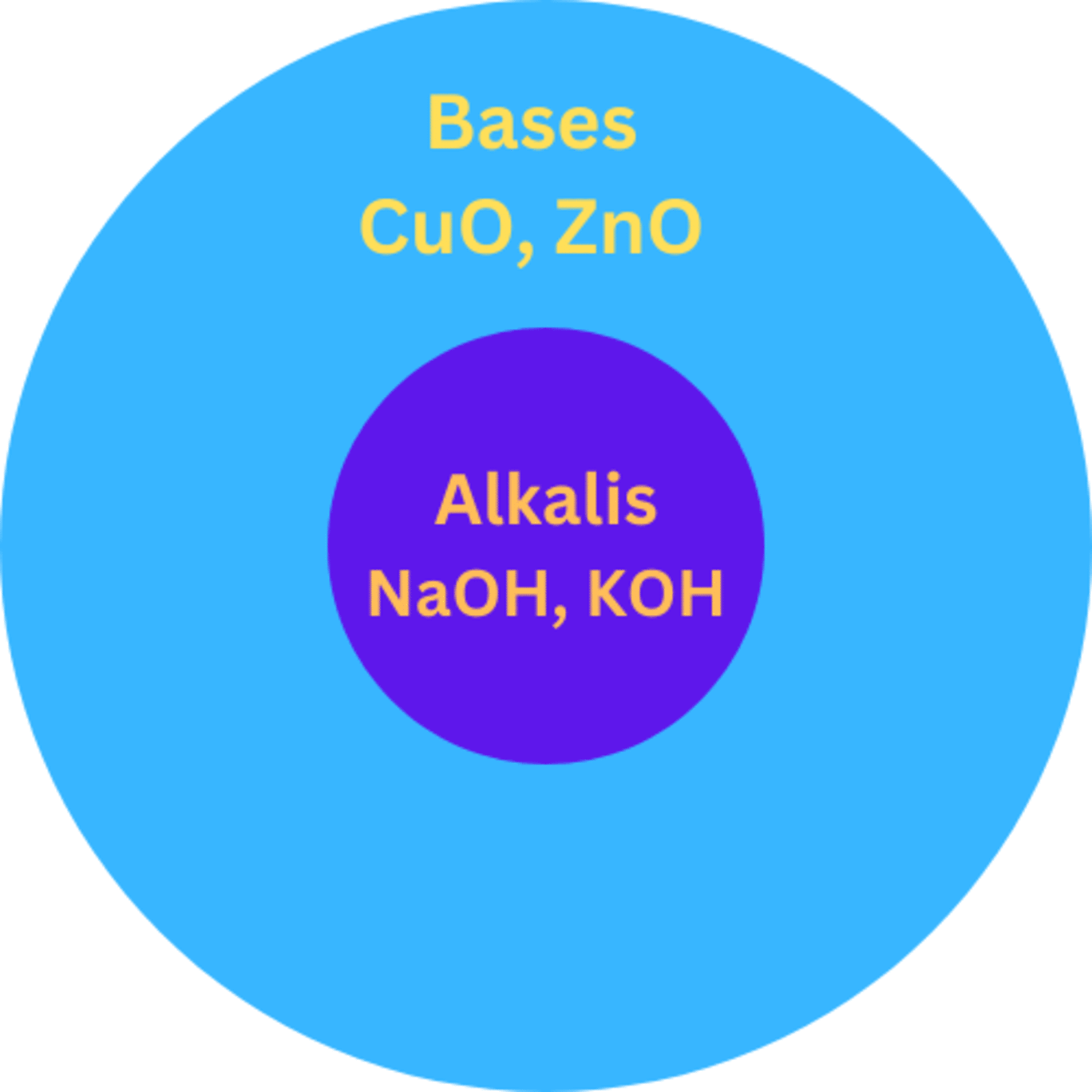
این تصویر نشان می دهد که همه قلیایی ها، باز هستند اما همه بازها، قلیایی نیستند.

اکسیدهای بازی (به انگلیسی: Basic oxides) اکسیدهایی هستند که خواص مخالفی نسبت به اکسیدهای اسیدی از خود نشان می‌دهند و دارای یکی از خواص زیر هستند: 
- در صورت واکنش با آب، موجب ایجاد باز می‌شوند.
- در صورت واکنش با اسید، موجب ایجاد یک نمک و آب می‌شوند که این واکنش، واکنش خنثی سازی نامیده می‌شود.